# Provincia Massachusetts Bay
Provincia Massachusetts Bay, conform originalului din engleză, [The] Province of Massachusetts Bay, de multe ori, Massachusetts Bay Colony, a fost o colonie a coroanei britanice organizată la 7 octombrie 1691 în America de Nord de William și Mary, cei doi co-monarhi ai Regatului Angliei și Regatului Scoției.  Actul de constituire (în engleză, engleză charter) a fost decretat în ziua de 14 mai 1692 și includea Massachusetts Bay Colony, Plymouth Colony, Martha's Vineyard, Nantucket, Provincia Maine și Noua Scoție contemporană.
Ceea ce reprezintă astăzi provincia canadiană Nova Scotia a fost separată în 1696, devenind ulterior [the] Province of Nova Scotia în 1713.  Provincia New Hampshire a dobândit statutul de entitate administrativă separată în aceeași perioadă de timp când Provincia Massachusetts Bay s-a separat din colonia Massachusetts Bay.
|  |

## Scurt istoric
Numele Massachusetts provine de la Massachusett, un trib nativ american de origine algonquiană.  Numele a fost tradus printr-una din următoarele perifraze "la marea colină", "la locul marilor coline" sau "la locul unui grup de coline", făcându-se referință la rezervația  Blue Hills, sau în particular la locul numit Great Blue Hill.
Din anul 1691, istoria Provinciei Massachusetts Bay este adesea considerată de către unii istorici ca fiind identică cu cea a statului Massachusetts, care a devenit oficial stat al Statelor Unite mult mai târziu, la 6 februarie 1788.  Documentul de tip charter din 1691, cunoscut ca en  "William and Mary Charter Arhivat în 27 septembrie 2010, la Wayback Machine.", a fost consfințit și nuanțat de regele George I al Marii Britanii în decretul său "Explanatory Charter", care a extins și a clarificat drepturile conferite inițial coloniei și coloniștilor.
Provincia Massachusetts Bay a existat ca entitate administrativă, cu anumite grade de independență, dar nu de suveranitate, până la data de 7 octombrie 1774 când Curtea Generală a Massachusetts-ului (engleză General Court of Massachusetts) a creat o adunare legislativă ca răspuns al restrângerii drepturile coloniștilor de către coroana britanică, constituind simultan unul din acele acte de rebeliune împotriva coroanei britanice care au prefigurat revolta generală a coloniștilor care a condus la declanșarea Războiului de independență al Statelor Unite ale Americii.
Constituția statului Massachusetts, care definea o anumită formă de guvernământ pentru un stat Massachusetts independent și suveran (Commonwealth of Massachusetts) a fost discutată și editată în localitatea Cambridge, Massachusetts, în octombrie 1779, respectiv adoptată de delegații constituționali în iunie 1780 pentru a intra în vigoare "în ultima miercuri a următorului octombrie" sau, conform originalui din limba engleză "to go into effect on the last Wednesday of October next".